# Stanislav Zolkievski
Stanislav Zolkievski ( 1547. – 1620. ) je bio general Poljske i de facto vladar Rusije između srpnja i rujna 1610.

## Početak
Stanislav Zolkievski svoju karijeru započinje školovanjem u gradu Lavovu. Zbog znanja zamijetio ga je poljski kralj Stjepan Batorija, koji ga uzima na svoj dvor. Žigmund III., koji postaje novi kralj Poljske odlučuje 1594. godine pružiti priliku Stanislavu da se dokaže kao general vodeći vojsku protiv pobunjenih Kozaka. Kako se taj pokus pokazao uspješnim Stanislav ubrzo počinje dobivati nove i nove vojne zadatke. Na čelu poljskih vojnika on 1596. ponovno guši novu kozačku bunu, a sličnu sudbinu doživljava i plemićka buna iz 1606. godine.

## Rusija
Kada je postalo jasno kralju Žigmundu III. da njegovo financiranje pobuna protiv ruskih careva neće uspjeti ostvariti trajni uspjeh, on se odlučuje na objavu rata. Sada već proslavljeni poljski general Stanislav je dobio zadatak da uništi neprijateljsku vojsku. Na putu prema Moskvi u ovome kao i u mnogim kasnijim ratovima strateška točka odlučujuće važnosti je postao grad Smolensk kojega su Poljaci opkolili. Znajući veoma dobro za opasnost koja prijeti Rusiji padom ovoga grada, ruski car Vasilije Šujski je skupio vojsku od 50 tisuća vojnika koja je krenula razbiti opsadu pod vodstvom careva nesposobnog brata Dimitrija. U bitci koja se odigrala 4. srpnja 1610. godine 48 tisuća ruskih vojnika je pretrpjelo težak poraz od 12 tisuća Stanislavovih vojnika. Čuvši tu vijest u Moskvi, tamošnji bojari su odmah svrgnuli cara i predali ga ubrzo Stanislavu koji je ušao u Moskvu. Bojari koji tamo dočekuju pobjedničkog generala odlučuju mu ponuditi krunu što on odbija. Sljedeća dva mjeseca Stanislav je upravljao ruskom državom za kralja Žigmunda u očekivanju okupljanja bojarskog parlamenta koji je trebao darovati krunu poljskom prijestolonasljedniku Vladislavu IV.

## Kraj
Po završetku ruske avanture kralj mu je bez obzira na njegove visoke godine dao zadatak vođenja vojske tijekom moldavskih ratova između 1612. – 1620. U posljednjoj bitci Stanislavova života 7. listopada 1620. godine poljske trupe su bile potučene od duplo jačih turskih snaga. General Stanislav Zolkievski u svojoj 73 godini je tada poginuo zajedno sa svojim vojnicima. Slaveći trijumf turske trupe su mu odrezale glavu i odnijele je u Istanbul.
| Prethodnik:         | zapovjednik okupacijskih trupa | Nasljednik:   |
| Vasilije IV. Šujski | zapovjednik okupacijskih trupa | Vladislav IV. |